# Абусеридзе, Ираклий
Ираклий Абусеридзе (груз. ირაკლი აბუსერიძე, родился 25 ноября 1977 года в Тбилиси) — грузинский регбист, игравший на позиции скрам-хава (полузащитника схватки). Занимает 4-е место по числу сыгранных матчей за сборную Грузии. Кавалер ордена Чести (2010) и обладатель звания «Рыцарь спорта» (2013).

## Игровая карьера
Абусеридзе известен по выступлениям во французском чемпионате: в Про Д2 он представлял клуб «Орийак» с 2003 по 2006 годы и дошёл до полуфинала чемпионата Про Д2 в 2005 году. С 2006 по 2009 годы в Федераль 1 он представлял команду «Орлеан», с 2009 года играл за «Осер» из Федераль 2, играющим тренером которого также был.
За сборную Грузии он дебютировал 26 января 2000 года матчем против Италии XV и стал твёрдым игроком основы сборной. Он сыграл на чемпионатах мира в 2003, 2007 и 2011 годах, с 2008 года был капитаном сборной, приняв эту должность от Ильи Зедгинидзе. В 85 играх Абусеридзе набрал 40 очков за счёт 8 попыток. Пятикратный чемпион Европы в составе грузинской сборной.
С 85 играми Абусеридзе стал первым грузинским регбистом, превысившим отметку в 80 сыгранных матчей. Он был рекордсменом по числу сыгранных игр за сборную, пока его не обошёл Мераб Квирикашвили. По числу сыгранных матчей среди игроков сборных первого яруса он занимал 3-е место в 2011 году.
В составе сборной по регби-7 участник чемпионата мира 2005 года и Мировой серии.

## После карьеры игрока
В 2016 году избирался в парламент Грузии VI созыва от партии Грузинская мечта — Демократическая Грузия.
30 декабря 2020 года был избран президентом Союза регби Грузии, однако многие не признали выборы легитимными: 10 марта 2021 года был объявлен новый глава в лице Иосифа Ткемаладзе.